# 古斯塔夫·恩伯登
古斯塔夫·恩伯登（Gustav Georg Embden，1874年11月10日—1933年7月25日），是一位德国的生理化學家。他主要研究碳水化合物和肌肉代謝。儘管恩姆登從未獲得過諾貝爾獎，但他在1923年至1933年間十二次獲得諾貝爾獎提名。